# Talitha Kumi
Pour les articles homonymes, voir Talitha.
L'école Talitha Kumi est une école renommée[précision nécessaire] située à Beit Jala (Cisjordanie) en Palestine. Elle comprend 900 élèves en douze classes et un corps enseignant de cinquante professeurs qui suivent les programmes palestiniens et préparent au baccalauréat palestinien.
Le nom de l'école provient de l'Évangile selon Marc V, 41, lorsque Jésus guérit la fille de Jaïre en disant : « Talitha kumi ! », ce qui signifie : « Jeune fille, lève-toi ! »

## Historique

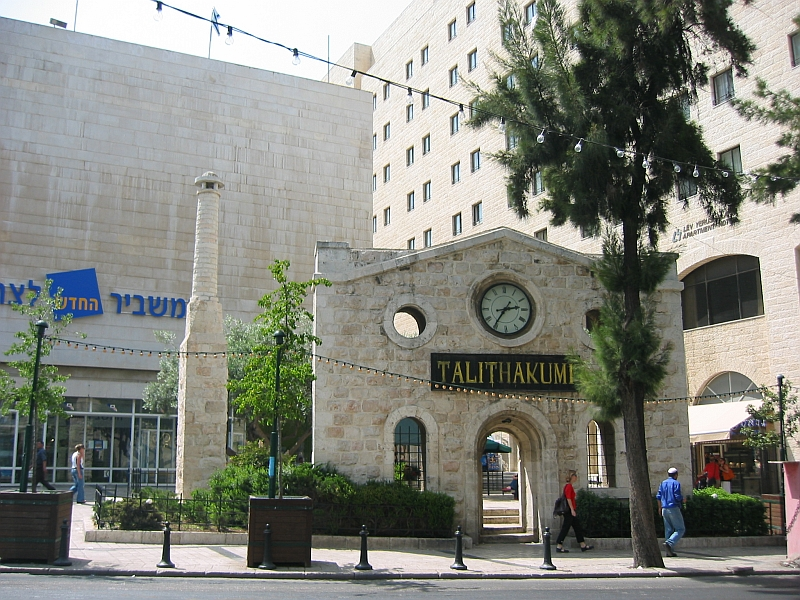
Façade de la première école à Jérusalem

C'est en 1851 que le protestant allemand Theodor Fliedner fonde un orphelinat de fillettes arabes à Jérusalem (alors en Palestine ottomane) avec l'aide de quatre diaconesses. C'est le début de l'école, du jardin d'enfant aux classes terminales. La Jerusalemsverein soutient par des financemements provenant d'Allemagne la fondation d'écoles et d'œuvres charitables pour l'éducation des jeunes filles en Terre sainte. Cependant l'œuvre est interrompue de 1917 à 1925 (après le traité de Lausanne), lorsque les biens allemands sont réquisitionnés par le mandataire britannique. L'école doit définitivement fermer en 1939, lorsque les biens allemands sont de nouveau aux mains du mandataire et que tous les ressortissants allemands de Palestine sont internés ou expulsés.
Ce n'est qu'en 1959 qu'une nouvelle école Talitha Kumi est ouverte, cette fois-ci à Beit Jala en Cisjordanie. Depuis cette époque, l'Église luthérienne-évangélique de Jérusalem est devenue autonome avec cinq communautés paroissiales, quatre écoles, et un internat de garçons. L'évêque est depuis 1979 toujours d'origine arabe.
La Jerusalemsverein est intégrée depuis 1975 à la Société missionnaire de Berlin qui soutient ses œuvres.
Depuis les grèves de 1988 et la mise en place de l'administration militaire israélienne, l'école est parfois fermée par les autorités d'occupation et toujours étroitement surveillée. L'école comprend aussi un internat et une hôtellerie.

## Source
- (de) Cet article est partiellement ou en totalité issu de l’article de Wikipédia en allemand intitulé « Talitha Kumi » (voir la liste des auteurs).